# 雷蒙迪什
雷蒙迪什是葡萄牙布拉干萨区的一个堂区。总面积19.58平方公里，总人口294人，人口密度15人/平方公里。